# Geoffroy Krantz
Geoffroy Krantz (Gien, 3 de diciembre de 1981) es un exjugador de balonmano francés que jugó de central. Su último equipo fue el Saint-Raphaël VHB.
Fue internacional con la Selección de balonmano de Francia.
Con la selección ganó la medalla de oro en el Campeonato Europeo de Balonmano Masculino de 2006 y la medalla de bronce en el Campeonato Europeo de Balonmano Masculino de 2008.

## Palmarés

### Montpellier
- Liga de Francia de balonmano (5): 2002, 2003, 2004, 2005, 2006
- Copa de Francia de balonmano (5): 2001, 2002, 2003, 2005, 2006
- Copa de la Liga (4): 2004, 2005, 2006, 2007

### Gummersbach
- Recopa de Europa de Balonmano (2): 2010, 2011
- Copa EHF (1): 2009

## Clubes
- Montpellier HB (2000-2007)
- VfL Gummersbach (2007-2011)
- Saint-Raphaël VHB (2011-2018)